# 六湛寺町
座標: 北緯34度44分14.5秒 東経135度20分32.0秒 / 北緯34.737361度 東経135.342222度
六湛寺町（ろくたんじちょう）は、兵庫県西宮市の町名。住居表示が施行されている。郵便番号は662-0918。2011年（平成23年）10月1日現在の推計人口は、587人（289世帯）である。

## 地理
西宮市の南東部に位置し、東端を東川が流れている。一帯は西宮市役所を中心とした官庁街となっている。北側を国道2号が通過している。
六湛寺町は北端で東海道本線（JR神戸線）を挟んで江上町・櫨塚町と、東端で東川を挟んで池田町と、南端で阪神本線を挟んで与古道町・戸田町・今在家町と、西端で和上町と接する。これらの町はすべて西宮市に属しており、六湛寺町は市境と接していない。

## 歴史

### 六湛寺
当地には暦応年間に、虎関師錬を開基として臨済宗東福寺派の六湛寺が建立され、最盛期には5つの塔頭を数える など栄えていたが、戦国の世の中では越水城主の瓦林正頼が小姓の若松丸を当地で斬ったり、赤松政村が当地に陣したり（抗議を受けて神呪寺へ移動）と、戦国騒乱の世に巻き込まれていった。そして、1578年（天正6年）に荒木村重が起こした謀反により西宮が焼かれたが、六湛寺も同時に焼けたとする見方もある。ともかく、江戸時代には衰微しており、禁門の変で長州藩が当地に陣した時には、寺域は竹やぶや森と化しており、茂松庵と如意庵だけが残っていた。

### 海清寺
一方、当地に現存する海清寺も古刹で、開山は六湛寺より少し下った1394年（応永元年）、臨済宗妙心寺派の無因宗因による。無因宗因は大徳寺の住職も固辞して海清寺で生涯を閉じている。ただ、江戸時代にはこちらも衰微していた。

### 明治以降
1875年（明治8年）には森と化した六湛寺の境内に墓地が作られたが、阪神国道（国道2号）の開通と前後して墓地は満池谷へと移転し、跡地は市役所や西宮市立図書館など、官庁街と化していった。
なお、六湛寺の系譜を引く茂松庵と如意庵は明治末期にそれぞれ一寺となったが、如意寺は北名次町へと移転していった。一方、茂松禅寺は当地に現存している。また、海清寺は明治期に中原南天棒を迎えたことで再興している。そして、開山時に植えられたという樹齢600年のクスノキが兵庫県の天然記念物に指定されているほか、この一帯にはクスノキなどの保護樹木が数多く存在する。

### 地名の由来
上述のように、当地に存在した寺院である六湛寺に由来する。ただし、1875年（明治8年）に地名となった時点で、すでに六湛寺は衰微していた。

### 沿革
- 暦応年間 - 六湛寺の開山。
- 1394年（応永元年）- 海清寺の開山。
- 1531年（享禄4年）- 赤松政村が当地に陣するも、六湛寺からの嘆願で神呪寺へ移る。
- 1925年（大正14年）- 西宮町が単独で市制を施行し、西宮市となる。
- 1926年（大正15年）- 阪神国道が開通。
- 1928年（昭和3年）- 市営墓地が満池谷へと移転し、跡地に市役所や図書館ができる[5]。
- 1933年（昭和8年）- 西宮地方卸売市場が開設される。
- 1936年（昭和11年）- 兵庫県立西宮懐仁病院が開設される（1960年に兵庫県立西宮病院と改称）[8]。
- 1938年（昭和13年）- 寺前町・今在家町と大字なしの地域の各一部から六湛寺町が設置される[5]。
- 1985年（昭和60年）- 市立図書館が川添町へ移転[9]。
- 1995年（平成7年）- 阪神・淡路大震災が発生。当地も大きな被害を受ける。
- 2001年（平成13年）- 西宮地方卸売市場が解散となる。

## 交通

### 鉄道
西日本旅客鉄道（JR西日本）東海道本線（JR神戸線）が当地の北端を、阪神電気鉄道（阪神）本線が南端を通るが、どちらも当地に駅はない。JR西宮駅、阪神西宮駅が近隣に所在する。
なお、かつては阪神国道線が当地を通過しており、電停も所在した。

### バス
| 路線名         | 業者     | 起点           | 町内の停留所                                       | 終点       |
| -------------- | -------- | -------------- | -------------------------------------------------- | ---------- |
| 尼崎西宮線     | 阪神バス | 阪神西宮       | (和上町)-県立西宮病院前-西宮市役所-(池田町)        | 阪神尼崎   |
| 西宮団地線     | 阪神バス | 阪神西宮       | (和上町)-県立西宮病院前-西宮市役所-(池田町)        | (環状)     |
| 西宮山手線     | 阪神バス | (環状)         | (和上町)-県立西宮病院前-西宮市役所-(西福町 櫨塚町) | (環状)     |
| 鷲林寺線       | 阪神バス | (環状)         | (和上町)-県立西宮病院前-西宮市役所-(西福町 櫨塚町) | (環状)     |
| マリナパーク線 | 阪神バス | 西宮北口       | (池田町)-西宮市役所前-県立西宮病院前-(今在家町)    | (環状)     |
| 西宮北口線     | 阪神バス | 西宮北口       | (西福町)-西宮市役所-県立西宮病院前-(和上町)        | 阪神西宮   |
| 1              | 阪急バス | 阪急西宮北口駅 | (西福町)-西宮市役所-県立西宮病院前-(和上町)        | 甲山墓園前 |
| 2              | 阪急バス | 阪急西宮北口駅 | (西福町)-西宮市役所-県立西宮病院前-(和上町)        | 甲山墓園前 |
| 26             | 阪急バス | 阪急西宮北口駅 | (西福町)-西宮市役所-県立西宮病院前-(和上町)        | 阪神西宮   |

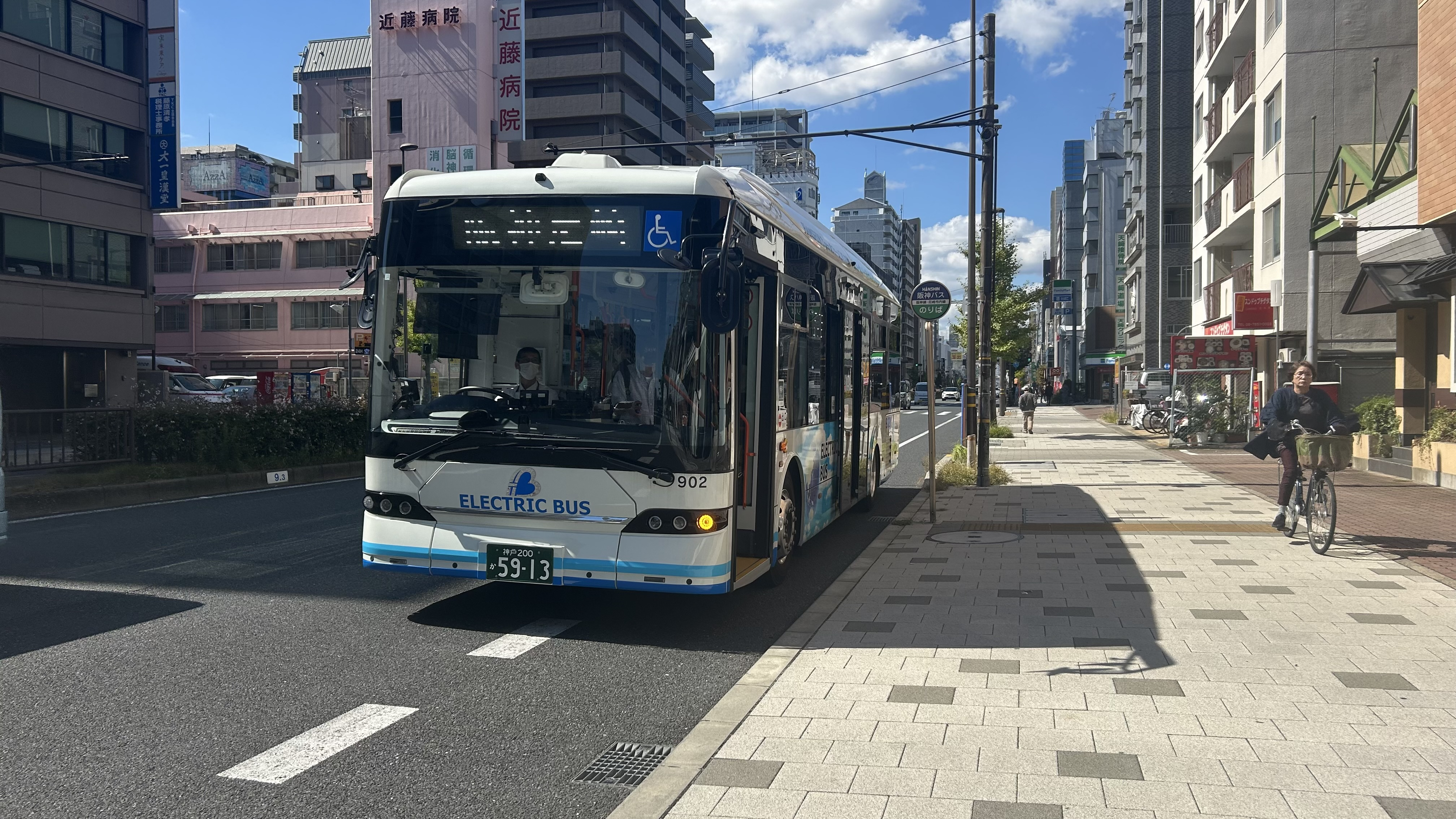
尼崎西宮線
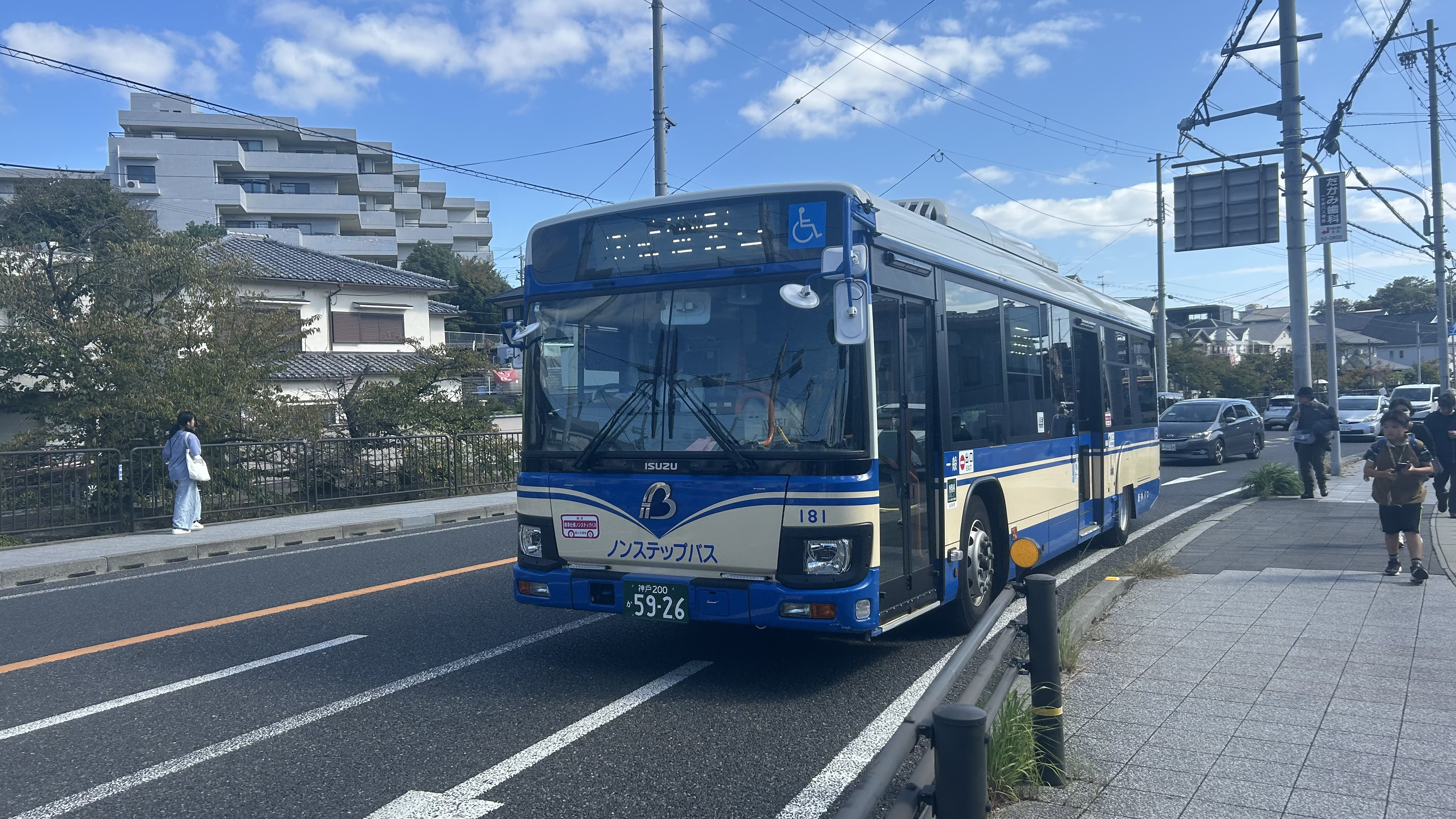
西宮山手線
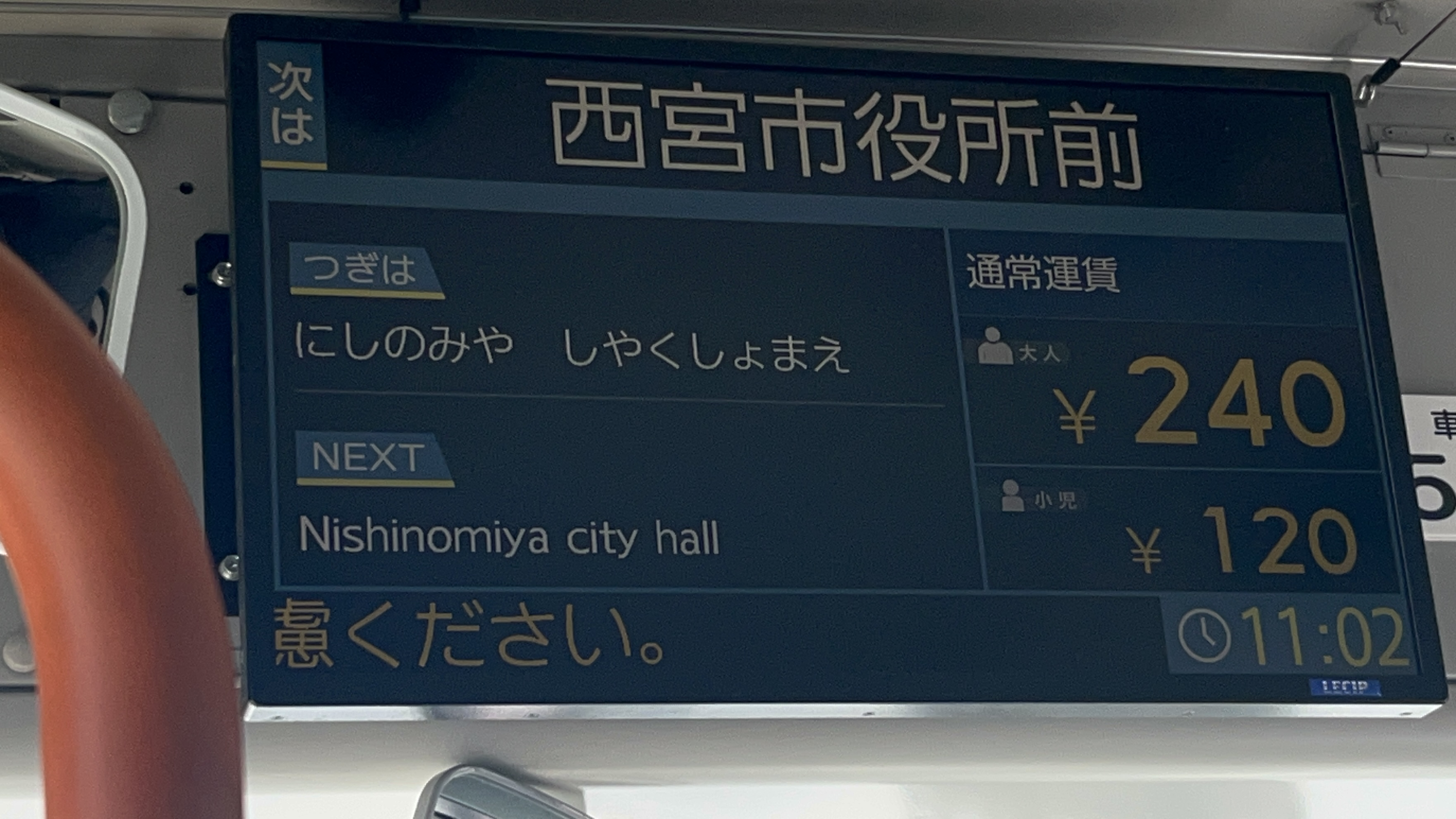
阪神バス西宮市役所前停留所案内
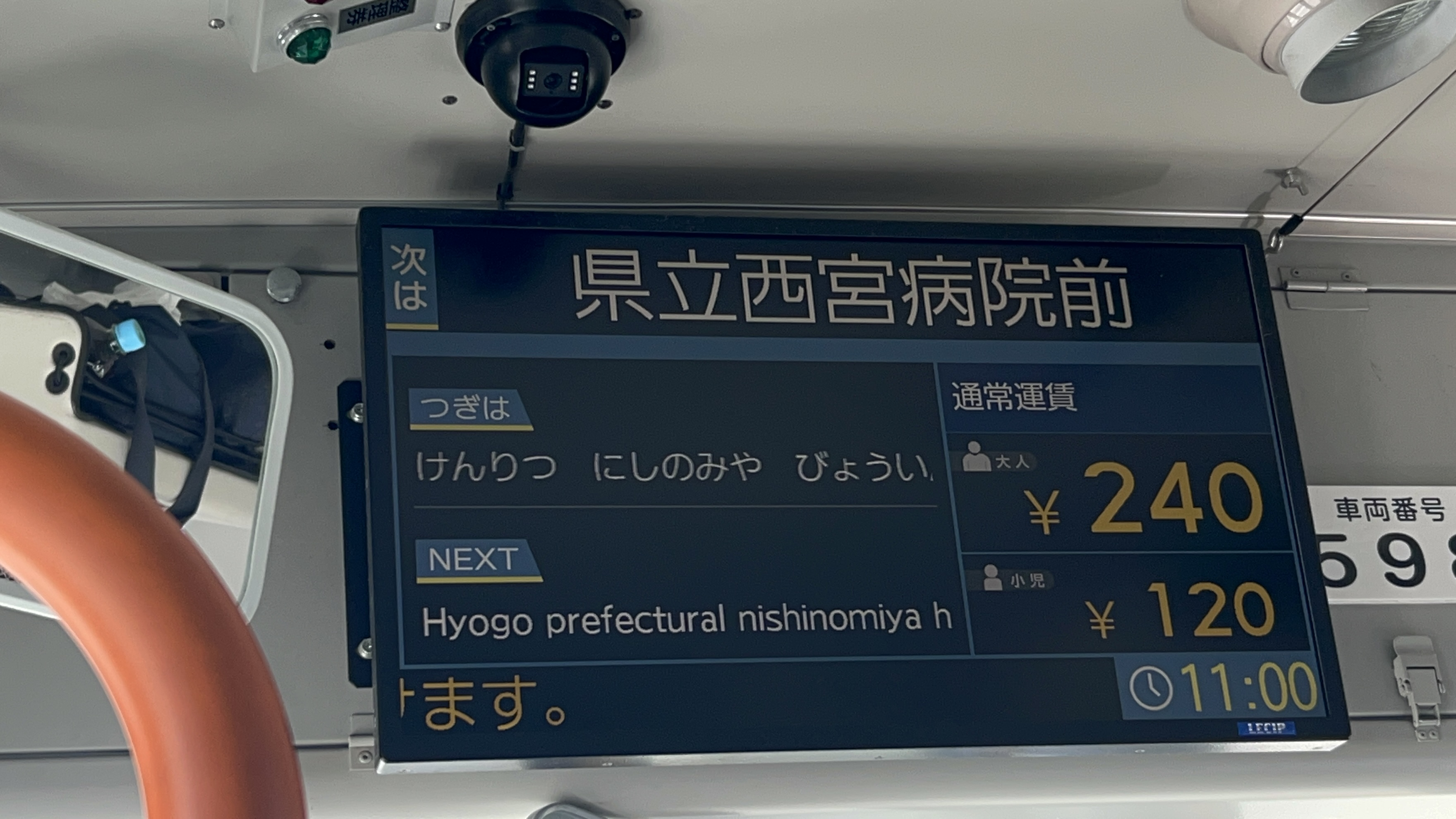
阪神バス県立西宮病院前停留所案内

### 道路
国道2号（阪神国道）が当地の北側を横断するほか、国道171号もわずかに通過する。そして、兵庫県道342号甲子園六湛寺線は、その名の通り当地を終点とする。「市役所前線」が、平成元年度手づくり郷土賞（いこいとふれあいの道部門）受賞。

## 校区
公立の小中学校の学区は、以下のようになっている。
| 街区       | 小学校             | 中学校             |
| ---------- | ------------------ | ------------------ |
| 1番・9番   | 西宮市立安井小学校 | 西宮市立大社中学校 |
| 2番～8番   | 西宮市立用海小学校 | 西宮市立今津中学校 |
| 10番～15番 | 西宮市立浜脇小学校 | 西宮市立浜脇中学校 |

## 施設

### 官公庁
- 西宮市役所
  - 西宮市民会館（アミティホール）
- 西宮簡易裁判所

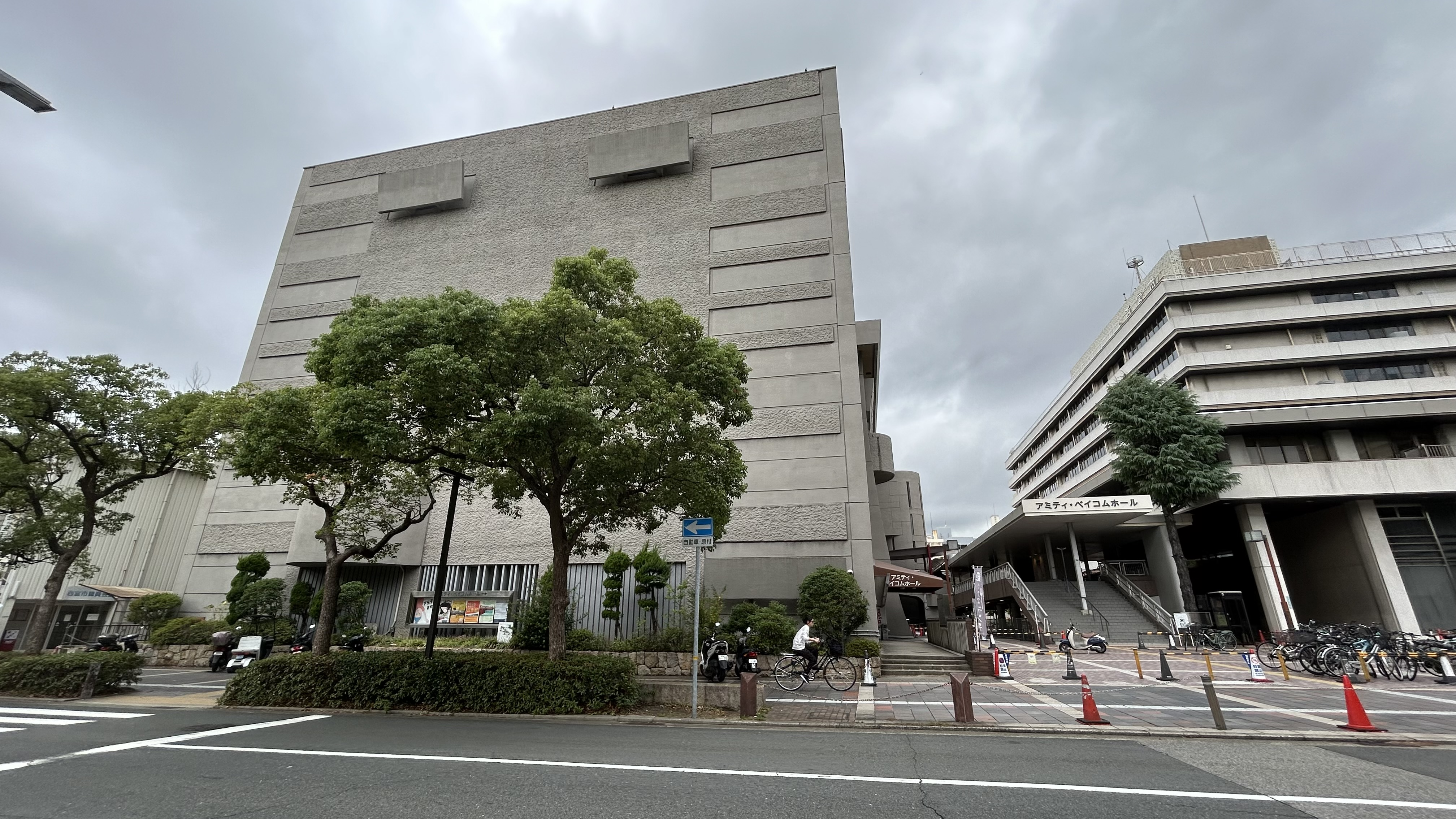
西宮市民会館

### その他
- 兵庫県立西宮病院
- 海清寺
- 茂松禅寺